# Cyanoramphus hochstetteri
Cyanoramphus hochstetteri és una espècie d'ocell de la família dels psitàcids. És endèmic de l'Illa Antípoda (Nova Zelanda).
És una de les dues espècies de cotorres Cyanoramphus que habiten a les remotes illes de les Antípodes. És un lloro verd, de mida mitjana, de colors brillants i coroneta vermella, que s'assembla molt a altres cotorres de "coroneta vermella" (per exemple, la cotorra front-roja C. novaezelandiae). Però les aparences poden enganyar. Els estudis genètics revelen que el color de la coroneta pot no ser un bon indicador de la taxonomia de les cotorres, i que la petita arantinga de front taronja (Eupsittula canicularis) pot ser el parent més proper de C. hochstetteri.

## Descripció
Cyanoramphus hochstetteri és un lloro de mida mitjana, de cua llarga, amb ales amples i arrodonides i un plomatge predominantment verd maragda, amb una coroneta davantera de color vermell brillant. En aparença és similar a la cotorra front-roja, però és més grossa i el plomatge corporal més groc-verdós. Els mascles són més grossos que les femelles.

### Espècies similars
Es distingeixen fàcilment de la cotorra de les Antípodes (C. unicolor), molt més gros i uniformement verd, amb el qual comparteix àrea de distribució. C. hochstetteri són significativament més petits, tenen la coroneta vermella que és distintiva (similar a les veritables cotorres front-roja) i són molt més propensos a volar quan se'ls molesta.

## Distribució i hàbitat
C. hochstetteri es troben a totes les illes Antípodes, incloses les illes satèl·lit més petites. Són comuns a tot arreu, però particularment a les zones de vegetació baixa en zones més obertes al voltant de les planes del nord i la franja costanera. A l'hivern, es veuen un gran nombre formant colònies en llocs de cria de pingüins de Sclater (Eudyptes sclateri). Són capaços de volar grans distàncies i acudeixen en massa a aliments disponibles segons la temporada.

## Comportament i ecologia
A la majoria d'hàbitats, C. hochstetteri és més abundant que la cotorra de les Antípodes. S'ha observat diferències significatives en la dieta entre les dues espècies. També són evidents fortes diferències dietètiques estacionals i anuals relacionades amb la disponibilitat d'aliments. C. hochstetteri són grans voladors i se'ls ha observat volant entre illes dins del grup de les Antípodes. El comportament social és similar al d'altres espècies de cotorres de Cyanoramphus, però s'ha observat que passen períodes considerables prenent el sol i empolainant-se en zones protegides. Com altres espècies de Cyanoramphus, són fortament territorials al voltant dels nius, i criden fort i persegueixen els intrusos de la rodalia.

### Alimentació
S'ha comprovat que consumeixen fulles, flors, baies i llavors de catorze espècies de plantes. Els invertebrats, com ara larves de mosca, són un component menor de la dieta. Ocasionalment s'alimenten dels cadàvers de petrells i albatros, però no tan sovint com les cotorre de les Antípodes. S'alimenten molt a terra, fins i tot sobre el fang i el guano acumulats dins de les colònies de pingüins de Sclater, quan els pingüins són fora en la seva migració hivernal.

### Reproducció
Se sap relativament poc sobre la cria de C. hochstetteri. Sembla que nien d'octubre a març dins de forats modificats o construïts dins de les bases de matolls o falgueres. Es desconeix la mida de les postes en estat salvatge. És probable que l'ecologia i comportament reproductor siguin similars als d'altres cotorres de Cyanoramphus.

## Conservació
Tot i que la població de C. hochstetteri és estable i són comuns dins de la seva àrea de distribució de 2.000 ha, la distribució limitada el fa potencialment vulnerable a esdeveniments com la introducció accidental de depredadors mamífers a les illes. A la classificació d'espècies amenaçades de Nova Zelanda, està catalogat com a "distribució restringida". A l'hivern del 2016 es va intentar erradicar els ratolins de l'illa de les Antípodes.

## Taxonomia
El nom comú en anglès, Reischek's parakeet, commemora el naturalista i col·leccionista pioner Andreas Reischek, que el 1888 va recollir exemplars d'aquesta cotorra i que el va anomenar Platycercus hochstetteri pel fill del seu amic, el geòleg austríac Ferdinand von Hochstetter, que va fer un estudi geològic de Nova Zelanda.
Anteriorment, C. hochstetteri es considerava una subespècie de la cotorra front-roja (C. novaezelandiae), al qual s'assembla en aparença, però més tard es va agrupar amb l'extinta cotorra de l'illa Macquarie (Cyanoramphus novaezelandiae erythrotis) en un article del 2001 de Wee Ming Boon et al. després d'un examen de la sistemàtica molecular del gènere que va trobar que moltes de les subespècies de cotorreta front-roja s'haurien d'elevar a espècie completa. Tanmateix, posteriorment es va demostrar que la procedència del suposat material de l'illa Macquarie de Boon et al. era errònia, ja que provenia de les illes Antípodes.